# Thomas K. McGehee

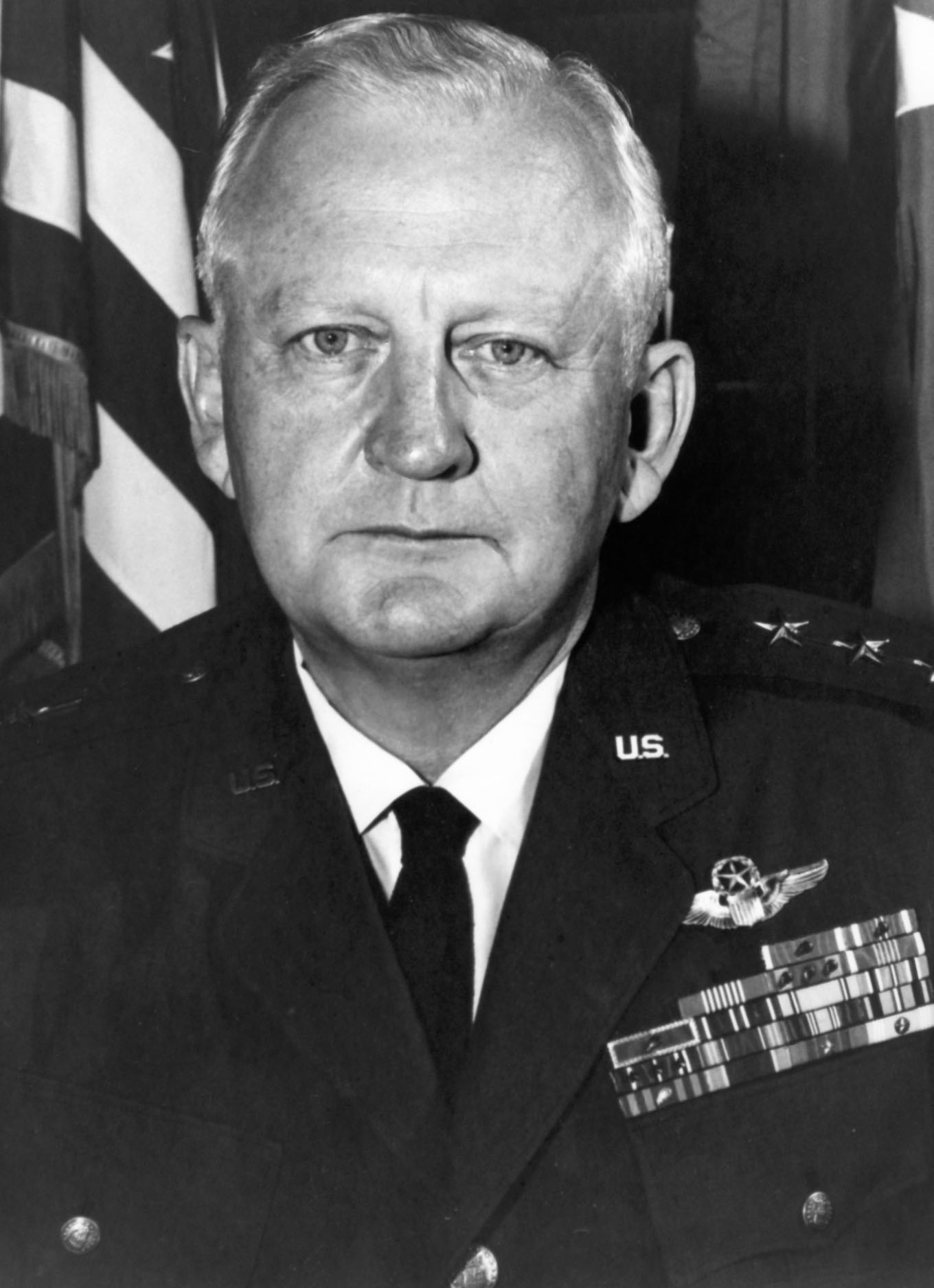
Thomas K. McGehee

Thomas Kendrick McGehee (* 8. Oktober 1915 in Greenville, Alabama; † 3. Februar 2001 in Gotha, Florida) war ein Generalleutnant der United States Air Force. Er war unter anderem Kommandeur der United States Forces Japan und der dort stationierten 5. Luftflotte.

## Leben
Thomas McGehee war ein Sohn von Cecil Kendrick McGehee (1889–1924) und dessen Frau Edith Julian Batchelor Smith (1891–1975). Er besuchte die öffentlichen Schulen seiner Heimat einschließlich der Greenville High School. Über das ROTC-Programm des Alabama Polytechnic Institute' gelangte er im Jahr 1937 in das Offizierskorps der United States Army, wo er zunächst der Feldartillerie zugeteilt wurde. Anschließend durchlief er in der Army bzw. ab 1947 in der Luftwaffe alle Offiziersränge vom Leutnant bis zum Drei-Sterne-General.
McGehee entschied sich schon früh für eine Laufbahn als Militärflieger. Im Jahr 1939 absolvierte er auf der Randall Air Base in Texas eine entsprechende Ausbildung. In der Folge wechselte er zum United States Army Air Corps bzw. ab 1941 zu den United States Army Air Forces. Nach dem Eintritt der Vereinigten Staaten in den Zweiten Weltkrieg wurde er auf dem europäischen Kriegsschauplatz als Kampfpilot eingesetzt. Im Jahr 1942 kommandierte er eine Schwadron der 305. Bombergruppe (305th Bombardment Group) und im Jahr 1943 übernahm er das Kommando über diese Gruppe. Danach war er Stabsoffizier bei der ebenfalls in Europa eingesetzten 8. Luftflotte.
Zwischen Juli 1944 und September 1946 war McGehee auf dem Eglin Field in Florida stationiert, wo er eine Flugerprobungsgruppe (Flight Test Group) kommandierte. Ende 1946 wurde er Dozent an der University of Alabama, wo er im Rahmen des ROTC-Programms über Luftfahrt referierte. Im Jahr 1947 wurde er in die damals als eigenständige Waffengattung neugegründete United States Air Force übernommen. Zwischen August 1947 und Januar 1950 leitete er die Abteilung für Operationen der 14. Luftflotte (deputy chief of staff for operations).
Anschließend absolvierte er das Armed Forces Staff College in Norfolk in Virginia. Im Jahr 1951 gehörte er als Leiter der Stabsabteilung für Operationen der Leitung dieses Colleges an (chief of operations for the Armed Forces Staff College). Danach gehörte er bis zum Jahr 1954 zum Stab des Hauptquartiers der Air Force, ehe er auf der Maxwell Air Force Base in Alabama das Air War College besuchte. Nach dem Ende dieses Studiums im Jahr 1955 wurde er nach Japan versetzt, wo er bis zum Jahr 1958 verblieb. Dort gehörte er dem Stab der 5. Luftflotte an. Er war zunächst Leiter der Stabsabteilung für Operationen und dann Stabschef dieser Luftflotte.
Nach seiner Rückkehr in die Vereinigten Staaten wurde Thomas McGehee stellvertretender Kommandeur der in Minneapolis ansässigen 31. Luftdivision (31st Air Division). Diese Aufgabe nahm er bis zum April 1959 wahr. Daran schloss sich eine Versetzung nach Grand Forks in North Dakota an, wo er das Kommando über den dortigen Luftverteidigungsbezirk (Grand Forks Air Defense Sector) erhielt. Im September 1960 erhielt er die gleiche Aufgabe für den Luftraum von San Francisco in Kalifornien.
Im August 1962 wurde er zum Stab des North American Aerospace Defense Command in Colorado versetzt, der auf der Peterson Air Force Base ansässig ist. Dort war er in dessen Abteilung für Operationen tätig. Im August 1963 übernahm er dort die Leitung der Stabsabteilung für Operationen. Es folgte eine Versetzung zur Richards-Gebaur Air Force Base in Montana, wo er im Januar 1965 das Kommando über die 29th North American Air Defense Command Region übernahm. Im April 1966 übernahm er zusätzlich das Kommando über die ebenfalls auf dieser Air Base stationierte und gerade reaktivierte 10. Luftflotte.
Im Oktober 1967 kehrte McGehee zum Stab des Hauptquartiers der Air Force zurück. Dort leitete er die Stabsabteilung für Programme und Ressourcen (deputy chief of staff, programs and resources). Danach kehrte er nach Japan zurück, wo er am 13. Juli 1968 als Nachfolger von Seth J. McKee das Kommando über die United States Forces Japan übernahm. Dieser Posten war gleichzeitig mit dem Kommando über die dort stationierte 5. Luftflotte verbunden. Thomas McGehee behielt diese Kommandos bis zum 24. Februar 1970, als Gordon M. Graham seine Nachfolge antrat.
Im weiteren Verlauf wurde er zum Aerospace Defense Command versetzt, wo er als dessen stellvertretender Kommandeur tätig war. Anschließend schied er aus dem aktiven Militärdienst aus.
Während seiner aktiven Zeit als Militärpilot absolvierte er über 5900 Flugstunden auf verschiedenen Flugzeugtypen.
Der mit Frances Peters (1919–2009) verheiratete Offizier starb am 3. Februar 2001 in Gotha in Florida und wurde auf dem dortigen Woodlawn Memorial Park Friedhof beigesetzt.

## Orden und Auszeichnungen
Thomas McGehee erhielt im Lauf seiner militärischen Laufbahn unter anderem folgende Auszeichnungen:
- Air Force Distinguished Service Medal
- Legion of Merit
- Distinguished Flying Cross
- Air Medal
- Soldier's Medal
- Kriegskreuz (Frankreich)